# ميغيل كاسترو سانشيز
ميغيل كاسترو سانشيز (بالإسبانية: Miguel Castro Sánchez)‏ هو سياسي مكسيكي، ولد في 26 فبراير 1942 في تبيك في المكسيك. حزبياً، نشط في الحزب الثوري المؤسساتي. وقد انتخب عضو مجلس النواب المكسيك.